# Переключая каналы
«Переключая каналы» (англ. Switching Channels) — американская комедия 1988 года, поставленная режиссёром Тедом Котчеффом по пьесе Бена Хекта и Чарлза МакАртура «Первая полоса» (англ. The Front Page).

## Сюжет
Известная и популярная журналистка кабельного канала новостей SNN Кристи Коллеран решает оставить свою очень напряжённую работу, чтобы выйти замуж за богатого бизнесмена Блэйна. Но её начальник и одновременно бывший муж Джон не собирается уступать так легко и пытается сорвать её планы. Он буквально заставляет её сделать последний телевизионный репортаж об осуждённом Айке, которого вот-вот должны казнить на электрическом стуле, и тем самым, может быть, спасти его жизнь. Слишком увлёкшись репортажем, Кристи в итоге забывает о своём будущем замужестве.

## В ролях
| Актёр          | Роль                  |
| -------------- | --------------------- |
| Кэтлин Тёрнер  | Кристи Коллеран       |
| Бёрт Рейнольдс | Джон «Салли» Салливан |
| Кристофер Рив  | Блэйн Бингэм          |
| Нед Битти      | Рой Ридниц            |
| Генри Гибсон   | Айк Роскоу            |
| Джордж Ньюберн | Сигенталер            |
| Эл Уэксман     | Бергер                |
| Барри Флэтмэн  | Закс                  |

## Съёмочная группа
- Режиссёр: Тед Котчефф
- Продюсеры: Дон Кармоди, Мартин Рэнсохофф
- Сценарий: Джонатан Рейнольдс
- Оператор: Франсуа Прота
- Композитор: Мишель Легран